# Bob Badgley
Bob „Badge“ Badgley (* 23. Juni 1928 in Detroit als Robert L. Badgley; † 24. Februar 2012 in Las Vegas) war ein US-amerikanischer Jazzmusiker (Kontrabass, Ventilposaune).

## Leben und Wirken
Badgley hatte mit sechs Jahren Klavierunterricht und spielte später zunächst Posaune. In der Zeit des Studiums an der Musikhochschule Cass Tech in seiner Geburtsstadt wechselte er zum Kontrabass. Während seines  Militärdienstes bei der US-Army war er von 1946 bis 1953 in West-Berlin stationiert, wo er die 298th Army Band leitete, in der u. a. auch der junge Chet Baker spielte. Nach einem Engagement in der 22nd Army Band in San Francisco war in den 1950er Jahren als  Posaunist im Sextett von Virgil Gonsalves tätig. Dann begann er im Raum Los Angeles u. a. mit Dizzy Gillespie, Maynard Ferguson und Oscar Peterson zu arbeiten und war dort in den späten 1960er Jahren Mitglied der Gruppen von Tommy Gumina, Dick Stabile, Bobby Troup und Matty Matlock.
Im Jahr 1971 zog Badgley auf Empfehlung von Julie London nach Las Vegas, wo er in Hotels wie dem Riviera, im Las Vegas Hilton und im Caesars Palace arbeitete. Ende der 1960er Jahre ging er mit Julie Andrews auf Welttournee. Außerdem spielte er in der Begleitband von Joe Williams, mit dem Aufnahmen für Verve Records entstanden. Er begleitete außerdem Frank Sinatra bei Konzerten in Las Vegas, Tahoe und Atlantic City. Weitere Aufnahmen entstanden mit dem Pianisten Dan Skea (Full Circle). Anfang der 1990er Jahre unterrichtete er auf Einladung von Frank Gagliardi an der University of Nevada, Las Vegas. 1994 legte er das Album Covering All the Bass-es vor, 2002 noch das Trioalbum Tranquility.